# Крупин, Дмитрий Васильевич
Дмитрий Васильевич Крупин (7 [19] ноября 1895, село Кучка, Вятская губерния — 14 октября 1982, Москва) — советский партийный деятель. Депутат Верховного совета РСФСР 4 созывов.

## Биография
Родился в селе Кучка (ныне — в Марковском сельском поселении, Оршанский район Республики Марий Эл, Россия).
С 1912 года работал учителем в Приморье. Во время Первой мировой войны был призван в армию.
В декабре 1917 — январе 1918 года был председателем Кучкинского Совета в Вятской губернии; с января 1918 — председателем Оршанского волостного Совета, затем комиссаром продовольствия Яранского уезда той же губернии. В феврале 1918 года вступил в РКП(б). С апреля 1918 года — комиссар просвещения Вятской губернии, затем был комиссаром Вятского интернационального отряда (с августа 1918; участвовал в проведении карательных операций), председателем Исполнительного комитета Яранского уездного Совета (с декабря 1918).
С апреля 1919 года — в РККА: военком бригады, член Революционного трибунала (Баку), инспектор Политического управления РККА. С 1923 года занимал хозяйственные должности в Вятской губернии, в Саратове, на Кубани; участвовал в мероприятиях по расказачиванию.
С 1932 года — на партийной работе: заведовал сектором, затем — подотделом ЦК ВКП(б). С 1937 по май 1938 года — 3-й секретарь Ростовского областного комитета ВКП(б).
С мая 1938 по 1959 год — управляющий делами ЦК ВКП(б) (с 1952 г. — ЦК КПСС).
Избирался:
- делегатом XVIII конференции ВКП(б) (1941; от ЦК ВКП(б))[2], XX съезда КПСС (1956; от Ростовской парторганизации)[3];
- депутатом (от Ростовской области) Верховного Совета РСФСР I—III созывов (1938—1955)[4][5][6].

Состоял в дружеских отношениях с М. А. Шолоховым, письма которого к Д. В. Крупину, а также отрывки из романов «Поднятая целина» и «Они сражались за Родину» с дарственными надписями автора Д. В. Крупину и его детям хранятся в Центральном государственном архиве Кировской области.
В 1959 году вышел на пенсию.
Похоронен на Новодевичьем кладбище (участок № 1).

### Семья
- Жена — Мария Георгиевна (1903—1988; похоронена рядом с мужем);
  - дети — Владимир, Тамара[7].

## Награды
- Орден Ленина
- Орден Октябрьской Революции
- Орден Красного Знамени (1922, 1943)
- Орден Отечественной войны I степени (1945)
- Орден Трудового Красного Знамени (1942, дважды)
- Орден Красной Звезды

## Память
- Улица его имени в г. Яранск Кировской области (1988).
- Улица его имени в п. Оршанка — районном центре Республики Марий Эл.